# عقد 160
عقد 160 هو عقد امتد بين 1 يناير 160 و31 ديسمبر 169 بحسب التقويم الميلادي. سبقه عقد 150 ولحقه عقد 170.

## مواليد
- تايشي تسي (166)
- بروتيا كريسبينا (164)
- كومودوس (161)
- جاو يون (168)
- ليو باي (161)
- كوان يو (162)
- لو بو (161)
- جانغ فاي (167)
- ماكرينوس (164)
- يوليا ميزا (165)

## وفيات
- أنكيتوس (168)
- كلاديانوس (167)
- الإمبراطور هوان من هان (168)
- أثينايس (161)
- أنطونيوس بيوس (161)
- لوسيوس أورليوس فيروس (169)
- القديس جاستن (165)
- أبيان (165)

## كتب
- Yves Denis Papin (1998). Chronologie de l'histoire ancienne. Lieu de publication non identifié: Éditions Jean-paul Gisserot. ISBN:2-87747-346-5. OCLC:40746926. مؤرشف من الأصل في 2022-03-16.
- موسوعة حضارة العالم (2002) لأحمد محمد عوف.

## روابط خارجية
- تصفح سنة بسنة عقد 160 على موقع onthisday.com
- تصفح سنة بسنة عقد 160 ابتداءً من سنة عقد 160 على موقع المكتبة الوطنية الفرنسية